# Charlestown (Rhode Island)
Charlestown és una població dels Estats Units a l'estat de Rhode Island. Segons el cens del 2000 tenia 7.859 habitants.

## Demografia
Segons el cens del 2000, Charlestown tenia 7.859 habitants, 3.178 habitatges, i 2.278 famílies. La densitat de població era de 82,4 habitants per km².
Dels 3.178 habitatges en un 28,3% hi vivien nens de menys de 18 anys, en un 60,4% hi vivien parelles casades, en un 7,8% dones solteres, i en un 28,3% no eren unitats familiars. En el 21,8% dels habitatges hi vivien persones soles el 8,1% de les quals corresponia a persones de 65 anys o més que vivien soles. El nombre mitjà de persones vivint en cada habitatge era de 2,46 i el nombre mitjà de persones que vivien en cada família era de 2,88.
Per edats la població es repartia de la següent manera: un 21,8% tenia menys de 18 anys, un 6,3% entre 18 i 24, un 29,4% entre 25 i 44, un 28% de 45 a 60 i un 14,5% 65 anys o més.
L'edat mediana era de 41 anys. Per cada 100 dones de 18 o més anys hi havia 98,5 homes.
La renda mediana per habitatge era de 51.491 $ i la renda mediana per família de 56.866 $. Els homes tenien una renda mediana de 40.616 $ mentre que les dones 29.474 $. La renda per capita de la població era de 25.642 $. Aproximadament el 3% de les famílies i el 5,1% de la població estaven per davall del llindar de pobresa.